# Valeriano Orobón Fernández
Valeriano Orobón Fernández (1901–1936) byl španělský anarchosyndikalistický teoretik, odborářský aktivista, překladatel a básník, který napsal text k revoluční písni „A las barricadas“.
Narodil se ve městě Cistérniga, v provincii Valladolid. Orobón byl aktivní v bojích dělnického hnutí už od raného věku. Byl intelektuál s nadáním pro jazyky, přeložil životopis dobře známého německého anarchisty Maxe Nettlaua napsaný Rudolfem Rockerem.
Mimo psaní teoretických textů se Orobón zapojoval do úsilí o vytvoření revoluční aliance k zastavení přílivu fašismu a vytvoření cesty k revoluci. V porevolučním období zastával názor na reorganizaci společnosti na základě ekonomické a politické decentralizace. Tvrdil, že pro španělské revoluční síly je důležité odmítnutí komunistického konceptu, který je podle něj etatistický. Snažil se zabránit šíření těchto tendencí uvnitř Národní konfederace práce (CNT), v té době největším odborovém svazu a hlavní anarchistické organizaci ve Španělsku bojující proti převratu generála Francisca Franca, který vedl ke španělské občanské válce.
V roce 1936, krátce před svou smrtí, napsal text k písní „A las barricadas“, jež měla melodii „Warszawianky 1905“, známé polské revoluční písně. Svými slovy nabádá pracující k boji proti fašistickému nepříteli. Díky tomu se stala hymnou CNT a jednou z nejznámějších písní španělských anarchistů během občanské války. Krátce po jeho napsání zemřel v Madridu.